# The Rainbow Jacket
The Rainbow Jacket és una pel·lícula dramàtica britànica realitzada el 1954 per Ealing Studios, produïda per Michael Relph, dirigida per Basil Dearden, i protagonitzada per Robert Morley, Kay Walsh, Bill Owen, Honor Blackman i Sid James.

## Argument
Un jockey campió que ha desprestigiat la seva pròpia carrera per haver acceptat un suborn, agafa sota la seva protecció un jove genet.

## Repartiment
- Kay Walsh - Barbara Crain
- Bill Owen - Sam
- Edward Underdown - Geoffrey Tyler
- Robert Morley - Lord Logan
- Honor Blackman - Mrs Tyler
- Fella Edmonds - Georgie Crain
- Charles Victor - Mr Voss
- Wilfrid Hyde-White - Lord Stoneleigh
- Ronald Ward - Bernie Rudd
- Howard Marion-Crawford - Travers
- Sid James - Harry
- Michael Trubshawe - Gresham
- Sam Kydd - Bruce
- Michael Ripper - Benny Loder
- Frederick Piper - Lukey
- Eliot Makeham - Valet
- Brian Roper - Ron Saunders
- Gordon Richards - Jockey

## Recepció
La pel·lícula fou estrenada a l'Odeon Leicester Square de Londres el 27 de maig de 1954, i el crític de The Times va escriure que "És, doncs, una pel·lícula entretinguda, una pel·lícula enamorada de les carreres però no tan dedicada que s'abstingui de suggerir que, en la carrera de St Leger Stakes hi pot haver alguns esdeveniments molt curiosos."
Seixanta anys després de l'estrena, TV Guide considerava que "una precipitada sortida d'aquesta pel·lícula força entretinguda, que presenta figures reals de les carreres britàniques com Raymond Glendenning i Gordon Richards," mentre que Time Out va assenyalar que la pel·lícula va ser "la primera col·laboració entre Dearden i TEB Clarke després de The Blue Lamp… Malgrat el seu tema intrigant, la pel·lícula ofereix una visió poc acollidora i sentimental de la vida típica de les darreres pel·lícules d'Ealing."